# Воловник Іван Костянтинович
Іван Костянтинович Воловник (нар. 19 липня 1936) — український радянський діяч, голова колгоспу імені Шевченка в селі Держанівка Носівського району Чернігівської області. Депутат Верховної Ради УРСР 10-го скликання.

## Біографія
З 1953 року — причіплювач, тракторист, помічник бригадира тракторної бригади колгоспу імені Кірова.
Член КПРС з 1960 року.
Освіта вища. Закінчив Білоцерківський сільськогосподарський інститут Київської області.
У 1965—1972 роках — заступник голови, агроном колгоспу імені Шевченка села Держанівки Носівського району Чернігівської області.
З 1972 року — голова колгоспу імені Шевченка села Держанівки Носівського району Чернігівської області.
Потім — на пенсії в місті Носівці Чернігівської області.

## Нагороди
- ордени
- медалі